# Géographie de la Toscane
 (signalé en août 2025).
Si vous disposez d'ouvrages ou d'articles de référence ou si vous connaissez des sites web de qualité traitant du thème abordé ici, merci de compléter l'article en donnant les références utiles à sa vérifiabilité et en les liant à la section « Notes et références ».
- Archive Wikiwix
- Bing
- Cairn
- DuckDuckGo
- E. Universalis
- Gallica
- Google
- G. Books
- G. News
- G. Scholar
- Persée
- Qwant
- (zh) Baidu
- (ru) Yandex
- (wd) trouver des œuvres sur Wikidata

Altimétrie de la Toscane

La géographie de la Toscane s'étend entre la mer Ligurienne et la mer Tyrrhénienne  vers laquelle elle fait face avec de longues côtes basses et sablonneuses, et les chaînes de montagnes des Apennins toscans - émiliens . Apennins toscans-romagnols . Au large des côtes, l'archipel toscan s'étend : autour d'Elbe , l'île principale qui marque les limites entre la mer Ligure et la mer Tyrrhénienne , on trouve Capraia et Gorgona en mer Ligure, Pianosa, Montecristo , Giglio et Giannutri dans la mer Tyrrhénienne. La région administre également une petite enclave située sur le territoire de l' Émilie-Romagne , composée de hameaux de la commune de Badia Tedalda.

## Reliefs
| \| Alpes apuanes Monte Pisano Montalbano Pratomagno Mugello Monte Giovi Valdarno Chianti Alpe di Catenaia Cerbaie Crete senesi Mont Amiata Garfagnana Senese Pisano-livornesi Maremme Monts Métallifères Albegna et Fiora Alpe della Luna Volsins Selva di Meana Monte Cetona Mer Tyrrhénienne Mer Ligure Archipel toscan \| Carte topographique de la Toscane |
| Alpes apuanes Monte Pisano Montalbano Pratomagno Mugello Monte Giovi Valdarno Chianti Alpe di Catenaia Cerbaie Crete senesi Mont Amiata Garfagnana Senese Pisano-livornesi Maremme Monts Métallifères Albegna et Fiora Alpe della Luna Volsins Selva di Meana Monte Cetona Mer Tyrrhénienne Mer Ligure Archipel toscan                                         |

steven en slip 